# Platja de Vaquers
La platja de Vaquers és una platja del municipi del Port de la Selva (Alt Empordà), situada en una zona urbanitzada ubicada a uns quatre quilòmetres de distància de la població, entre la platja de Cap de Bol, al nord, i la platja d'en Balleu, al sud. Orientada al nord-est, està formada per grava de color grisós. Té una longitud de 43 m i una amplada d'11 m. No disposa de cap servei. S'hi accedeix des del camí de ronda.
El nom de la platja és degut als antics propietaris dels de terrenys contigus, on es conreava la vinya.